# DxDiag
DxDiag（"DirectX Diagnostics"）是一個用作測試聲效卡和顯示卡的分析工具
DxDiag可以把測試結果儲存為文字檔案。當使用者遇上硬件毛病或是硬件不相容等的問題時，使用者可以把這些文件張貼到討論區或電郵給相關維修人員以尋求幫忙
DxDiag默認安裝在%SystemRoot%\System32。在Windows Vista和Windows 7, DxDiag只可顯示資訊，不可用於測試硬件和部份DirectX元件。

## 功能
系統分頁會顯示DirectX的版本，該電腦的名稱，作業系統版本，BIOS的資訊和其他資料顯示分頁中，會顯示有關目前顯示的設定，還會有顯示卡的相關資料。如果該電腦有多於一個的顯示器，DxDiag會把它們的資料各自以獨立的分頁顯示。在這些分頁中，DirectDraw，Direct3D和AGP可以分別停用，方便分析問題。在64位元系統中，系統會提供32位元和64位元的版本DxDiag供使用者選擇

## 外部連結
1. ↑  . Microsoft. 2007-05-07  [2008-03-03]. （原始内容存档于2008-03-05）.
2. ↑  .   [2010-04-21]. （原始内容存档于2008-02-18）.